# Markella Kavenagh
Markella Kavenagh, née en 2000, est une actrice australienne. Elle est révélée en 2022 au niveau international pour son rôle principal d'Elanor « Nori » Brandepied dans la série Le Seigneur des anneaux : Les Anneaux de pouvoir.

## Carrière
Après être apparue dans plusieurs émissions de télévision, Markella Kavenagh décroche son premier rôle au cinéma avec Le Gang Kelly (2019) en tant que Jane Cotter. En juillet 2019, elle attire l'attention lorsqu'elle est choisie pour le rôle d'Elanor « Nori » Brandepied dans Le Seigneur des anneaux : Les Anneaux de pouvoir (2022), devenant ainsi la première actrice attachée à ce projet de grande envergure.

## Filmographie

### Films
| Année | Titre           | Rôle        | Notes         |
| ----- | --------------- | ----------- | ------------- |
| 2019  | Le Gang Kelly   | Jane Cotter | [ 2 ]         |
| 2020  | My First Summer | Claudia     | [ 4 ]         |
| 2020  | Furlough        | Sara        | Court métrage |

### Télévision
| Année | Titre                                            | Rôle                       | Notes      |
| ----- | ------------------------------------------------ | -------------------------- | ---------- |
| 2018  | Romper Stomper (en)                              | Cindi                      | 6 épisodes |
| 2018  | Picnic at Hanging Rock (en)                      | Myrtle                     | 6 épisodes |
| 2018  | The Cry                                          | Chloe                      | 4 épisodes |
| 2019  | My Life Is Murder                                | Cassie Malone              | 1 épisode  |
| 2020  | The Gloaming (en)                                | Daisy Hart                 | 8 épisodes |
| 2022  | Le Seigneur des anneaux : Les Anneaux de pouvoir | Elanor « Nori » Brandepied | 8 épisodes |